# American Dragon: Jake Long
American Dragon: Jake Long é uma série animada de televisão americana . Foi produzido pela Walt Disney Television Animation, criado por Jeff Goode e co-desenvolvido por Eddie Guzelian e Matt Negrete. Ela estreou no Disney Channel em 21 de janeiro de 2005 e terminou em 1 de setembro de 2007. 52 episódios foram produzidos.

## Premissa
Situado no bairro de Manhattan em Nova York, esta série animada conta a história de um sino-americano Jake Long (dublado por Dante Basco), que deve equilibrar a adolescência comum com o poder e a habilidade de se transformar em dragão. Quando ele finalmente libera todo o seu potencial e se transforma no American Dragon, ele tem que superar obstáculos para proteger as criaturas mágicas que vivem na cidade, mas como ele é normal, Jake tem problemas com sua paixão por sua colega de escola Rose (Mae Whitman) que, sem o conhecimento de Jake, tem um segredo mágico e sombrio: ela é uma caçadora de dragões natural conhecida como Huntsgirl, um membro do Huntsclan que mata dragões e contra quem Jake tem lutado consistentemente. O líder do Huntsclan é o Huntsman (Jeff Bennett) que criou Rose.
Jake navega pela cidade com seus dois melhores amigos - Trixie Carter (Miss Kittie) e Arthur P. "Spud" Spudinski (Charlie Finn). Quando Jake chega em casa, é para uma família extensa que todos moram juntos: Jake, sua irmã, seus pais e o avô de Jake (pai de sua mãe.) Jonathan (Jeff Bennett), um pai homem de negócios originário do Meio-Oeste, não sabe que é casado com uma família de dragões de sua esposa chinesa Susan (Lauren Tom) (que não tem nenhuma habilidade de dragão, pois eles saltaram sua geração). O avô materno de Jake, Lao Shi (Keone Young), treina seu neto nos métodos mágicos e místicos dos dragões. Outros personagens incluem a superdotada, aparentemente perfeita e irritante irmã mais nova Haley (Amy Bruckner) (um dragão nascente) de Jake, e o cínico companheiro do vovô que também é o guardião dos animais de Jake e outro melhor amigo: um Shar-Pei falante mágico chamado Fu Dog (John DiMaggio).

## Personagens

### Principais
- Jacob Luke "Jake" Long (Dante Basco): um chinês-americano de 13 anos (14 anos na segunda temporada), skatista descolado e descolado que fala uma gíria de rapper. Ele tem um grande conhecimento dos desenvolvimentos e estilos mais recentes, é autoconfiante e gosta de videogames, esportes radicais, todos os tipos de música e revistas em quadrinhos ocasionais. Ele tinha uma queda pela bela loira colega de escola Rose até descobrir que ela era na verdade a Huntsgirl, mas suas identidades duplas estão fadadas a criar problemas. Depois de inúmeras provações e tribulações ao longo da série, Jake e Rose finalmente se encontram no episódio final. Uma piada envolve a menção de seus segredos embaraçosos, como ter uma coleção de ursinhos de pelúcia e dormir com uma luz noturna para manchar sua reputação. Suas habilidades de dragão incluem voo, sopro de fogo, uma cauda preênsil e garras afiadas junto com outras.
- Luong Lao Shi (Keone Young): o avô de Jake e um dragão chinês. Ele administra uma loja de eletrônicos na Canal Street com um slogan "Nunca tenha um cliente, nunca tenha uma liquidação" ao lado de seu único amigo é Fu Dog. Suas tentativas de treinar Jake às vezes causam mais danos (ao cérebro de Jake) do que ajudam. Seu nome é uma referência à palavra chinesa para "professor". Em sua juventude em 1972, antes de seu primeiro encontro com o Dark Dragon, o avô de Jake era conhecido como Lucky Lao Shi .
- Fu Dog (John DiMaggio): Shar-Pei de 600 anos e único companheiro de Lao Shi. Durante toda a sua vida, ele e um gato falante sem pêlos lutaram pelo amuleto da família de Fu (causando famosos desastres ao longo do caminho). Ele é mais "moderno" do que Lao Shi.
- Arthur Patrick "Spud" Spudinski (Charlie Finn): o melhor amigo de Jake, que é extremamente leal e um tanto lento. No entanto, ele vem com coisas inteligentes para dizer em momentos aleatórios. Ele também tem todas as obras de Shakespeare gravadas na memória. Há uma chance de que Spud seja meio-mago (o que foi revelado no episódio com a taça encantada e a dica é onde aconteceu que o avô de Spud conhecia a palavra mágica para selar o Djinn de volta na taça). Ele também tem uma queda pela líder de torcida Stacey, que o odeia até que eles comecem a namorar perto do final da segunda temporada.
- Trixie Carter (Kittie): a outra melhor amiga de Jake, que é tão legal quanto ele. Uma garota espirituosa, contundente e de língua afiada, uma fashionista hardcore mas também a mais lógica e madura do grupo.
- Haley Kay Long (Amy Bruckner): A irmã mais nova inteligente, mas irritante de Jake, de sete anos, que também tem poderes de dragão. Ela se orgulha de sua capacidade de expor todos os segredos de Jake e destacar os seus próprios. Mas, apesar de tudo isso, ela admira Jake e o vê como um modelo.
- Susan Luong-Long (Lauren Tom): A mãe de Jake e Haley que não possui nenhuma habilidade natural de dragão como sua família e filhos, tendo pulado sua geração. Ela faz tudo o que pode para impedir que seu marido humano Jonathan descubra a existência da magia e que sua família seja criaturas mágicas.
- Jonathan Long (Jeff Bennett): Pai mortal de Jake e Haley, e um empresário originário do Meio-Oeste, que não sabe que é casado em uma família de dragões. No final da série, ele fica inicialmente chocado com o segredo da família de sua esposa, mas depois vem para recebê-lo, pois ele sempre soube que havia algo mágico sobre eles.
- Rose / Huntsgirl (Mae Whitman): O interesse amoroso de Jake (depois namorada no final da série) e uma caçadora de dragões natural conhecida como Huntsgirl, um membro do Huntsclan que mata criaturas mágicas, especialmente dragões. Ela nasceu com uma marca de nascença vermelha em seu braço que lembra um dragão chinês, levando o Huntsclan a sequestrá-la de seus pais. Ela também tem uma irmã gêmea idêntica cujo destino é desconhecido.
- Professor Hans Rotwood (Paul Rugg): é o professor alemão de 57 anos de Jake com um interesse obsessivo por criaturas mágicas e uma busca para descobrir a identidade do dragão americano (alheio ao fato de que é Jake). O professor Rotwood se autodenomina um especialista em criaturas míticas, mas seu conhecimento é superficial e sua experiência uma fraude.

### Principais vilões
- The Huntsman (Jeff Bennett): O líder do Huntsclan, ladrões que caçam e roubam criaturas mágicas para obter lucro. Eles são altamente treinados e usam armas sofisticadas. Os membros do Huntsclan têm uma marca de nascença específica que lembra um dragão. Seu verdadeiro nome e rosto nunca foram mostrados. The Huntsman é a 4ª das 13 ameaças à comunidade mágica.
- The Dark Dragon (Clancy Brown), o principal antagonista secundário do show. Ele se tornou o novo vilão após a morte de The Huntsman no episódio "Homecoming"
- Bananas B ( Adam Wylie ): Um macaco com um estilo rapper e guardião animal temporário de Jake que mais tarde o traiu para se tornar o assistente do Conselheiro Chang.
- Conselheira Chang (Lauren Tom): Um membro do Conselho do Dragão e assistente do Dragão das Trevas que se juntou a Lao Shi quando ele lutou pela primeira vez com o Dragão das Trevas.
- Eli Excelsior Pandarus (Jonathan Freeman) Um mago das trevas que tenta ser o feiticeiro mais poderoso da palavra

### Recorrentes e convidados
- Sun Park (Sandra Oh): a professora de economia doméstica de Jake, a mentora do dragão de Haley e ex-The Korean Dragon.
- Nigel Thrall (Adam Wylie) Um estudante de intercâmbio da Inglaterra que esconde sua identidade de bruxo. E dividiu uma rivalidade temporal com Jake quando os dois concorreram à presidência da escola, mas acabaram derrotando Maximus juntos.
- Fred Nerk (Adam Wylie): Um dragão australiano e rival temporário de Jake nos jogos do conselho dos dragões.
- Jasmine (Lacey Chabert): O primeiro encontro de Jake, que acabou por ser uma criatura sugadora de almas chamada Nix.
- Huntsboy # 88 e Huntsboy # 89 (Kyle Massey e Nicholas Brendon): dois dos novos aprendizes do Huntsman. Supostamente os dois primos de Rose. 88 é tão hip-hop e arrogante quanto Jake, o que ironicamente mostra a Jake o quão irritante ele realmente é. 89 é um nerd completo. Nenhum dos dois sabe lutar.
- Brad Morton (Matt Nolan): um atleta de 15 anos da escola de Jake que gosta de tirar sarro dele e frequentemente bate em Rose.
- Sigmund Brock (Corey Burton): ex-mentor de Rotwood que o inspirou a pesquisar sobre criaturas mágicas. Ele é trazido para substituir Rotwood como diretor da Fillmore Middle School quando Jake faz Rotwood ser demitido, mas assume a responsabilidade de descobrir a identidade do dragão, fazendo com que Rotwood se alie a Jake e faça com que ele seja despedido.
- Stacey Wintergrin (Tara Strong): a líder de torcida da escola, que é o interesse amoroso não correspondido de Spud até o final da segunda temporada.
- Kara Oracle (Tara Strong): irmã gêmea do oráculo de Sara, que está sempre de mau humor, embora só possa prever coisas boas.
- Sara Oracle (Tara Strong): irmã gêmea do oráculo de Kara que está sempre feliz, embora ela só possa prever coisas ruins.
- Veronica (Tara Strong): Um meio-humano com oito pernas de aranha que trabalha no Magus Bazaar.
- Bertha, a Gigante (Tara Strong): uma gigante estúpida com um pé fedido.
- Silver (Kari Wahlgren): uma sereia que tem medo de água e um prodígio da ciência médica.
- Sra. Dolores Derceto (Susanne Blakeslee): Uma detetive sereia disfarçada trabalhando como diretora do ginásio de Jake que tem um romance temporário com Lao Shi.
- Danika Hunnicutt (Jessica DiCicco): O segundo interesse amoroso de Jake depois que Rose foi para Hong Kong e é a capitã do time de natação da escola. Ela fica brava e o deixa depois que ele a acusa de ser a sereia. Mais tarde, ela se tornou parceira de formatura de Jake.
- Hank Carter (Phil Morris): pai de Trixie, que é oficial da Marinha dos Estados Unidos.
- Olivia Mears (Liliana Mumy): rival acadêmica de Haley.
- Yan Yan (Tia Carrere): Um gato Sphynx também conhecido como Chinês Calvo, que tem lutado com Fu Dog pelo amuleto de sua família ao longo dos séculos. Ela finge pertencer a uma jovem chamada Olivia.

## Elenco de voz

### Elenco principal
- Dante Basco - Jake Long, Evil Jake
- Keone Young - Luong Lao Shi
- John DiMaggio - Fu Dog, SJO Wortz Security Guard, Blonde Undercover Henchman, Herbert, Brownie # 2, Dwarf, Messenger Fairy, Antique Dealer, Leprechaun, Ogre
- Lauren Tom - Susan Long, Conselheira Chang, Chorus Girl, Drill Sargent, Mulher de Meia Idade, Enfermeira
- Jeff Bennett - Jonathan Long, Conselheiro Kulde, Imp, The Huntsman, Leprechaun McBreen, Security Guard, Trick-or-Treatee, Huntsclan Academy Professor
- Miss Kittie - Shaniqua Chulavista, Trixie Carter, Origami Girl, Mrs. McGuire, Courtney,
- Amy Bruckner - Haley Long, Millie Fillmore
- Charlie Finn - Spud, trabalhador adolescente
- Mae Whitman - Rose, Garotinha

## Produção
American Dragon: Jake Long foi criado por Jeff Goode.
Foi inicialmente desenvolvido como um show de ação ao vivo para a Fox, mas também teria efeitos especiais (semelhante a Buffy the Vampire Slayer). Ele também tinha uma história muito mais sombria, já que teria focado no personagem principal lidando com a revelação de matadores de dragões que assassinaram seus pais. No entanto, pouco antes de Goode ser agendado para sua reunião de apresentação com a emissora, o executivo que expressou interesse no programa deixou a Fox.
O programa foi então apresentado aos executivos do Disney Channel como um programa de animação entre 2002 e 2003. A história original também foi reformulada para ser mais amigável para a família, como os pais de Jake estarem vivo.
Depois de receber o sinal verde do Disney Channel, a bíblia foi desenvolvida em sua adaptação para a TV com os produtores executivos Matt Negrete (anteriormente escritor de Fillmore!) E Eddie Guzelian (escritor e editor de histórias para Kim Possible), com Christian Roman atuando como diretor
Disney Channel encomendou 21 episódios iniciais de 30 minutos na primeira temporada, e a série estreou em 21 de janeiro de 2005. Foi inicialmente programado para o outono de 2004, mas foi transferido para janeiro, quando Brandy & Mr. Whiskers foi concluído a tempo para setembro.
A música tema é interpretada pela banda Mavin (anteriormente conhecida como Badge).
Em 2006, o Disney Channel renovou o para uma 2ª temporada. Também foi anunciado que Steve Loter, que atuou como diretor do Kim Possible do Disney Channel, se juntaria ao programa em sua segunda temporada como diretor e produtor executivo ao lado dos atuais produtores executivos Matt Negrete e Eddie Guzelian. No entanto, após a renovação de Kim Possible pelo Disney Channel para uma quarta temporada, Loter retomaria seu papel como diretor, mas ainda atuaria como produtor executivo de Jake Long. Nick Filippi, que também trabalhou na direção de Kim Possible, será o novo diretor de Jake Long. Com Steve Loter se juntando à equipe, o show teve todos os seus personagens e planos de fundo redesenhados com nova animação a pedido de Loter e dos executivos, já que eles tinham desdém pelos designs das temporadas anteriores.
A música tema da 2ª temporada também foi regravada pela banda Os Jonas Brothers.
O show terminou sua exibição em 1 de setembro de 2007.
Após o cancelamento, as repetições continuaram no ar de 2007 a 2010.
A série foi distribuída para a Toon Disney em fevereiro de 2006. Quando Toon Disney foi convertido para Disney XD, a série foi transportada e exibida de seu lançamento em 13 de fevereiro de 2009 a 2012.

### Crossover comLilo e Stitch
Jake Long e seus aliados chegam ao Havaí em um episódio de Lilo &amp; Stitch: The Series intitulado " Morpholomew " para investigar um dos experimentos de Jumba, enquanto Lilo entra em uma competição de skate na tentativa de impressionar sua paixão ganhando um novo skate para ele enquanto ele está na Austrália. Enquanto isso, ele e Stitch se unem para parar Gantu e resgatar o experimento.

## Outras mídias

### Videogames
Dois videogames baseados no programa foram produzidos, um para o Nintendo DS e outro para o Game Boy Advance.
- Attack of the Dark Dragon (DS) - lançado em 12 de outubro de 2006
- Rise of the Huntsclan (GBA) - lançado em 12 de outubro de 2006

### Livros
Jeff Goode escreveu dois livros infantis sobre American Dragon que foram lançados em 2004 - antes de o programa de TV inicial começar a ser transmitido.
- American Dragon Livro 1: The Dragon Hunter ,ISBN 0-7868-1926-X - lançado em 1º de abril de 2004
- American Dragon Book 2: The Gnome Eater ,ISBN 0-7868-1927-8 - lançado em 1º de maio de 2004